# Migración polinésica de las canoas

Hipótesis de las migraciones en Oceanía según una investigación de radiocarbono en 2011. El triángulo indica la región de Polinesia.

Se conoce como la migración de las canoas maoríes a una migración humana ocurrida en la hoy denominada Polinesia, Oceanía, que empezó a principios del siglo XIII y se extendió durante varios siglos. Este viaje se realizó en «wakas», un tipo de canoa muy estable y rápida. Supuso la población de la hasta entonces deshabitada Nueva Zelanda por un grupo origen polinésico. Este grupo se aisló y se diferenció culturalmente del resto de la Polinesia y sus descendientes son los maoríes. 
La lengua maorí es inteligible con el moriori y el tahitiano, y en menor medida, con el hawaiiano, el rarotongano y el rapa nui. Esta migración se conoce tanto por evidencia científica como por la tradición oral maorí (véase: mitología maorí). Varias leyendas maoríes cuentan cómo sus antepasados dejaron su tierra natal, la tierra mítica de Hawaiki (quizá Hawái, Samoa o Tahití) y se embarcaron en enormes canoas (o waka) hasta llegar a Nueva Zelanda y asentarse allí.

## Tradición maorí

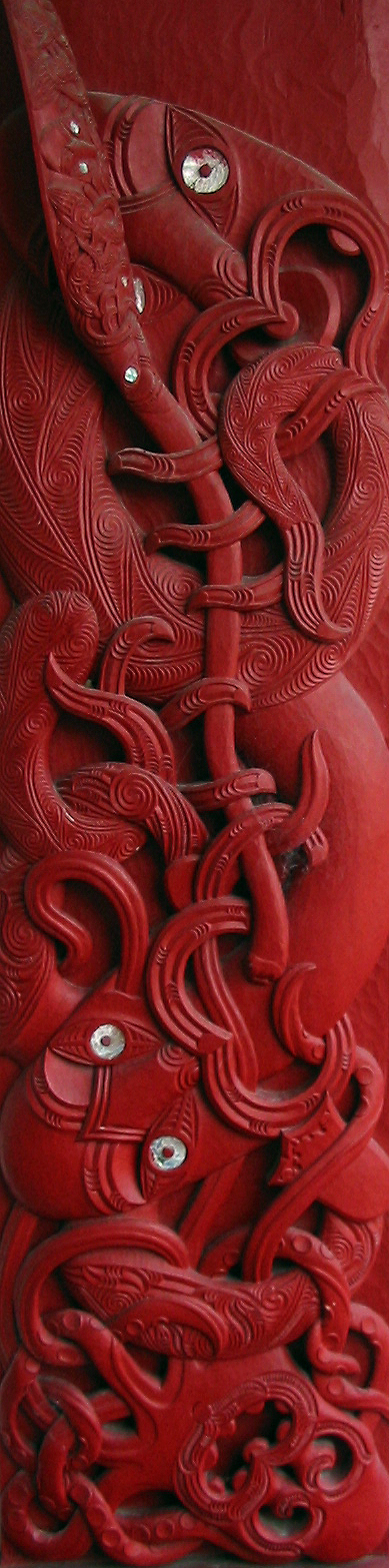
Tallado en una wharenui en la que se ve a Kupe luchando a wheke, un monstruo con forma de pulpo.

Una leyenda maorí cuenta la historia de la fuga de los amantes Kupe y Kuramarotini a Nueva Zelanda. Kupe asesinó a Hotuarpa, el marido de Kuramarotini y dueño de la gran canoa Matahourua,  Para evitar la condena, Kupe y Kura huyeron en Matahourua y descubrieron una tierra que llamaron Aotearoa («blanca nube larga»). Exploraron su costa y mataron al monstruo marino Te Wheke-a-Muturangi, para finalmente volver a su casa a anunciar estas nuevas tierras descubiertas.
Otras historias explican que las migraciones fueron para huir de la hambruna, la guerra, y la sobrepoblación. De hecho, la palabra «Hawaiki» se asocia en lengua maorí al inframundo.
Más que llegar en una flota sola, los viajes pueden haber ocurrido en varios siglos. Al llegar a Aotearoa (nombre maorí para Nueva Zelanda), las canoas atracaron en diferentes sitios, asentándose los grupos en diferentes regiones. La genealogía es un aspecto muy importante para la cultura maorí, y aún a día de hoy las diferentes iwis (tribus) maoríes se asocian según su waka (canoa) original. Algunas de las waka más conocidas son Aotea, Te Arawa, Kurahaupō, Mātaatua, Tainui, Tākitimu,  y Tokomaru. Hay 52 wakas registradas en total en Nueva Zelanda.

## Hipótesis de la «Gran Flota»

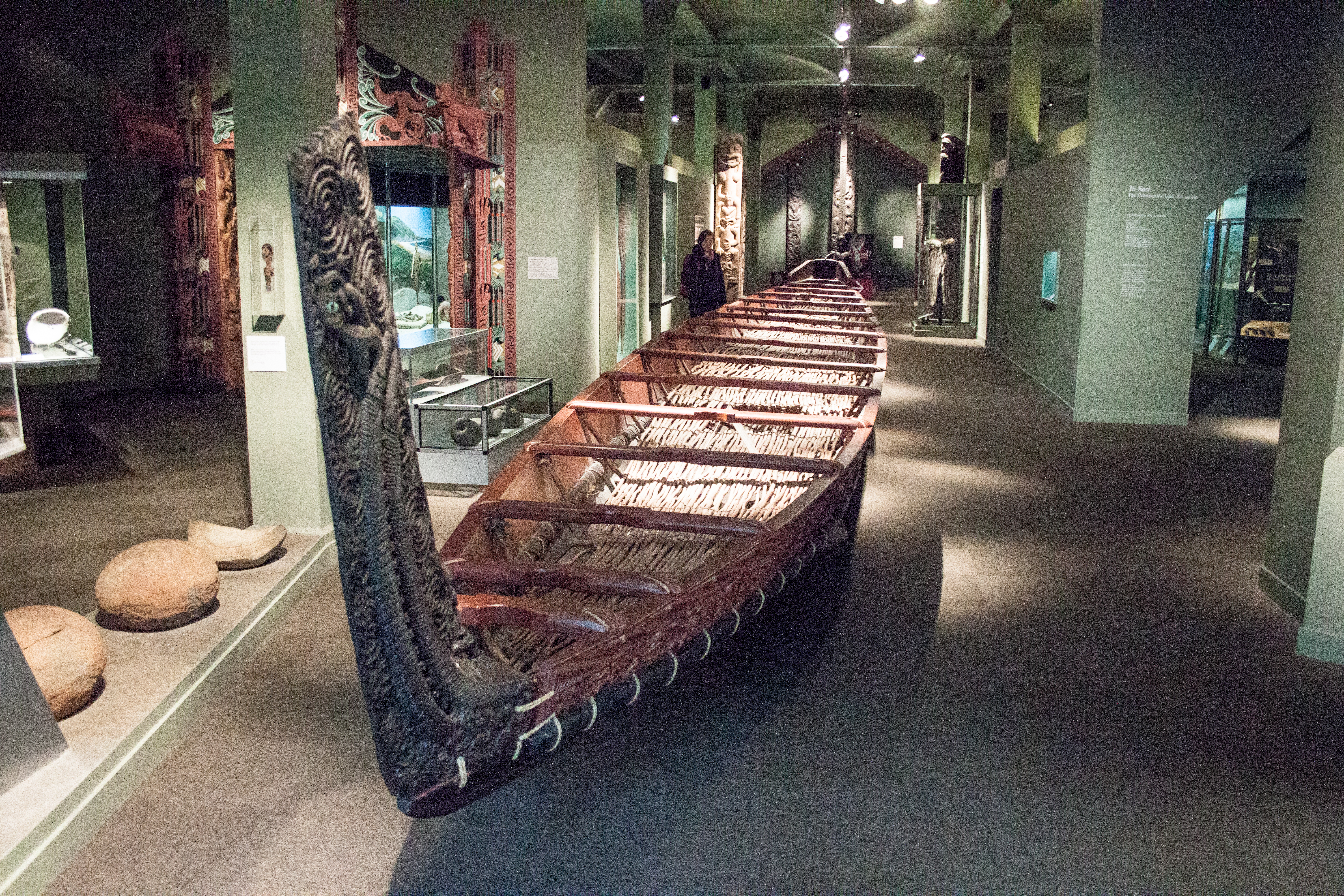
Canoa maorí (waka) en Otago, Nueva Zelanda.

Percy Smith propuso, siguiendo la teoría de Abraham Fornander (1878-1885) en Hawái, la hipótesis de la «Gran Flota», es decir que las wakas partiesen y llegasen a la vez en el mismo viaje. Examinando las genealogías de varias tribus, concluyó en las fechas precisas en las que pudo haber ocurrido esta gran flota. 
Según Percy, alrededor del 750 d. C. el explorador polinésico Kupe descubrió la actual Nueva Zelanda deshabitada. Más tarde, en el siglo XI, los exploradores Toi y Whātonga visitaron Nueva Zelanda, esta vez habitada por los Moriori una tribu nómada emparentada con los maorís. Finalmente, alrededor del 1350 d. C. una gran flota de siete canoas: Aotea, Kurahaupō, Mātaatua, Tainui, Tokomaru, Te Arawa y Tākitimu llegaron a Aotearoa desde algún lugar de la región tahitiana (quizá Raiatea). Los maoríes eran una sociedad organizada, guerrera y con conocimientos agrícolas que acabaron con los Moriori. Actualmente aun queda un reducto de la comunidad moriori, pero en las pequeñas islas Chatham (Rēhoku), cerca de Nueva Zelanda.
En un principio, la hipótesis de la «Gran Flota» consiguió cierta aceptación general, entre sus partidarios se incluía el respetado etnologista maorí Te Rangi Hīroa (Sir Peter Buck), y así se enseñaba en escuelas neozelandesas. Sin embargo, esta teoría fue demostrada improbable por el etnologista David Simmons en los años 60. Simmons también sugirió que algunas de estas migraciones de las canoas maoríes pudieron haber sido viajes dentro de Nueva Zelanda.